# Perdido Street Station
Perdido Street Station è un romanzo fantastico del 2000 dello scrittore britannico China Miéville, il secondo da lui scritto e il primo ambientato nel Bas-Lag, un mondo immaginario caratterizzato dalla presenza combinata della magia (qui chiamata "taumaturgia") e di una tecnologia di tipo steampunk. Si tratta di un'opera weird fiction che mischia fantasy, fantascienza e horror, anche se è maggiormente ascrivibile al fantasy.
In un'intervista, Miéville ha descritto il romanzo come "un mondo fantasy con un livello tecnologico dell'era vittoriana. Piuttosto che un mondo feudale, è un mondo capitalista proto-industriale con una sorta di stato di polizia piuttosto infame"
Il romanzo ottenne la candidatura per i premi Nebula e Hugo del 2002, e vinse il Premio August Derleth della British Fantasy Society nel 2000, il Premio Arthur C. Clarke nel 2001, il Premio Ignotus Award nel 2002 e il Kurd Laßwitz Award nel 2003. Inoltre, gli è stato assegnato l'Amazon.com Editors' Choice Award per la fantasy nel 2001.
In Italia è stato pubblicato nel 2003 dalla Fanucci Editore all'interno della collana Immaginario Solaria (n.8), con la traduzione di Elisa Villa

## Trama
Isaac Dan der Grimnebulin è un eccentrico scienziato che vive nella città di New Crobuzon intrattenendo una relazione clandestina con la khepri (una specie di donne-coleottero) Lin. Mentre a Lin, una scultrice, viene chiesto di creare un ritratto del boss della malavita Mister Motley, ad Isaac si prospetta un'opportunità irripetibile: viene contattato dal garuda Yagharek, una specie di uomo-uccello, che gli chiede di restituirgli le ali, che gli sono state amputate dalla sua tribù come punizione per un crimine che, secondo le sue parole, non ha equivalenti umani.
Isaac è stimolato dalla sfida apparentemente impossibile, e inizia a radunare nel suo laboratorio tutti gli esseri capaci di volare che riesce a rintracciare, con l'intenzione di studiarli. Tra questi riceve anche una misteriosa larva multicolore trafugata in modo illegale. Dopo vari inutili tentativi di alimentare lo strano bruco, Isaac scopre che esso si ciba unicamente di una particolare droga allucinogena, la merdasogni, e quando riesce a procurargliela, la creatura inizia a trasformarsi in un pericolosissimo e mostruoso insetto-farfalla che si ciba dei sogni degli esseri senzienti, lasciandoli in uno stato di apatia catatonica. In seguito scoprirà che la droga allucinogena di cui si era cibata la larva è in effetti prodotta dagli adulti di questa pericolosa specie, e che il misterioso Mr. Motley ne possiede altri quattro esemplari. Quando anche le altre larve completano la metamorfosi, l'intera città viene terrorizzata dalle pericolose creature, finché lo stesso Isaac troverà un modo per fermarle.

## Personaggi
- Isaac Dan der Grimnebulin, scienziato umano che esegue ricerche in vari campi, ma ossessionato in particolare da una sua teoria sull'energia di crisi. Amante di Lin e amico di Derkhan Blueday.
- Yagharek, un garuda esiliato e privato delle ali, proveniente dal Deserto del Cymek, a sud di New Crobuzon. Giunge nel laboratorio di Isaac per ottenere, con qualsiasi mezzo e a qualsiasi prezzo, la possibilità di ricominciare a volare.
- Lin, un'artista khepri a cui il gangster Mr. Motley commissiona una scultura a sua immagine. Amante di Isaac e amica di Derkhan.
- Derkhan Blueday, una benestante donna omosessuale, in realtà è una dissidente politica che lavora segretamente per il giornale clandestino Il Rinnegato Rampante.
- Montague Vermishank: il direttore del settore scientifico dell'Università di New Crobuzon, e il diretto superiore di Isaac.
- Lemuel Pigeon, Il contatto di Isaac con il sottobosco criminale di New Crobuzon.
- Mr. Motley, uno dei più potenti boss della malavita e trafficanti di droga di New Crobuzon, è un rifatto ossessionato dalle operazioni di taumaturgia sul proprio corpo, che ha trasformato fino ad assumere un aspetto raccapricciante.
- Silchristchek un vodyanoi proprietario di un'infima locanda nel distretto scientifico di New Crobuzon.
- Teafortwo un dragomo che svolge piccole commissioni per Isaac.
- David e Lublamai: due scienziati che condividono il laboratorio con Isaac.
- Lucky Gazid: un impresario fallito e tossicodipendente.
- Benjamin Flex: il direttore del Rinnegato Rampante.
- Magesta Barbile: una biologa
- Charlie: un garuda di New Crobuzon
- Sindaco Bentham Rudgutter, il corrotto sindaco di New Crobuzon, in affari con la malavita organizzata.
- MontJohn Rescue, vicesindaco e braccio destro di Rudgutter.
- Eliza Stem-Fulcher, Ministro dell'Interno di New Crobuzon.
- Il Tessitore, un essere multidimensionale che assume la forma di un ragno gigante. Vive nei sotterranei della città e si preoccupa di mantenere intatta la bellezza della rete dell'universo.
- Il Consiglio dei Congegni: una potente intelligenza artificiale sviluppatasi in una discarica di rifiuti
- Shadrach: un mercenario
- Tansell: un mercenario
- Pengefinchess: una mercenaria vodyanoi
- Andrej Shelbornek: un anziano malato
- Jack Mezza Preghiera: un leggendario rivoluzionario capo dei libeRifatti
- Kar'uchai: una garuda